# Blérancourt
Blérancourt es una comuna francesa, situada en el departamento de Aisne, de la región de Alta Francia.

## Demografía
| 953 | 988 | 1 115 | 1 177 | 1 270 | 1 193 | 1 260 | 1 250 |
| Para los censos de 1962 a 1999 la población legal corresponde a la población sin duplicidades (Fuente: INSEE [Consultar]) |     |       |       |       |       |       |       |

## Monumentos
- El castillo alberga el museo nacional de la cooperación Francia-Estados Unidos.
- La iglesia Saint-Pierre-ès-Liens («San Pedro encadenado») fue clasificada en el título de los monumentos históricos en 1921.